# کینگستون لایل
کینگستون لایل (به انگلیسی: Kingston Lisle) یک روستا و محله مدنی در بریتانیا است که در ویل آو وایت هرس واقع شده‌است. کینگستون لایل ۲۴۹ نفر جمعیت دارد.